# Болдырева, Любовь Петровна
Любовь Петровна Болдырева (24 июня 1924 — 2 августа 1979) — передовик советского сельского хозяйства, бригадир доярок племенного совхоза «Северо-Любинский» Любинского района Омской области, Герой Социалистического Труда (1966).

## Биография
Родилась в 1924 году в посёлке Форпост Тарского уезда Омской губернии в крестьянской семье. Русская.
Трудиться начала рано, в 1939 году пришла работать в колхоз «Баррикады» Исилькульского района Омской области.
С 1947 года работала в племенном совхозе «Северо-Любинский» Любинского района Омской области. Сначала дояркой, а затем бригадиром дойного гурта. В 1965 году её бригада достигла рекордных показателей по надою молока — в среднем 4650 кг молока от каждой коровы в год. Неоднократно участвовала в Выставке достижений народного хозяйства СССР.
Указом Президиума Верховного Совета СССР от 22 марта 1966 года за получение высоких показателей в животноводстве Любови Петровне Болдыревой было присвоено звание Героя Социалистического Труда с вручением ордена Ленина и медали «Серп и Молот».
До выхода на пенсию продолжала работать в совхозе.
Жила в посёлке Северо-Любинский.
Умерла 2 августа 1979 года. Похоронена на местном кладбище.

## Награды
За трудовые успехи был удостоен:
- золотая звезда «Серп и Молот» (22.03.1966)
- орден Ленина (22.03.1966)
- другие медали.

## Память
В посёлке Северо-Любинский одна из улиц носит имя Героя Социалистического Труда Болдыревой. Также её имя увековечено на мемориале Героям Труда в посёлке Северо-Любинский.